# Exetastes pillosus
Exetastes pillosus is een vliesvleugelig insect (orde Hymenoptera) uit de familie van de gewone sluipwespen (Ichneumonidae). De wetenschappelijke naam van de soort werd in 1929 gepubliceerd door Nikolai Fedorovich Meyer.